# Tokyo Marui
 (septembre 2016).
Si vous disposez d'ouvrages ou d'articles de référence ou si vous connaissez des sites web de qualité traitant du thème abordé ici, merci de compléter l'article en donnant les références utiles à sa vérifiabilité et en les liant à la section « Notes et références ».
Tokyo Marui Co. Ltd (株式会社東京マルイ, Kabushiki-gaisha Tōkyō Marui) est une firme japonaise fondée en 1965 et produisant, depuis la fin des années 1980, divers types de répliques d’armes utilisées dans le domaine de l'Airsoft.
Sa création majeure a été celle de la gearbox, qui a rendu l'utilisation des répliques beaucoup plus aisée, plus économique et plus fiable. La marque est aussi connue pour fabriquer des répliques de poing à fonctionnement manuel (dits springs) et à gaz depuis ses balbutiements.
Plus récemment, Tokyo Marui a créé une série de répliques de poing à piles et à culasse mobile (EBB, Electric Blow-Back), mais peu puissants. Parmi ses dernières ingéniosités, la marque a réduit son système de gearbox pour le mettre dans une réplique d'arme de poing. Ces répliques dites AEP, pour Automatic Electric Pistol, présente une puissance nettement supérieure mais sont pourvues d'une culasse fixe hébergeant la batterie nécessaire a son fonctionnement. Divers accessoires sont aussi dans leur catalogue, tel que des red-dots, des silencieux, des rails au standard Picatinny...Tokyo Marui applique un contrôle qualité poussé sur ses produits, de ce fait, les produits Tokyo Marui sont souvent conseillés aux débutants en  Airsoft de par leur fiabilité et leur entretien minimum. Mais auparavant, Tokyo Marui s'était d'abord fait une spécialité dans le domaine du modélisme automobile et ferroviaire, devenant même un concurrent sérieux pour deux autres firmes du secteur. C'est sur cette première expérience que Tokyo Marui apprendra à maîtriser l'outillage et les techniques de fabrication qui lui seront utiles par la suite.

## L'expérience par le modélisme
Le fabricant japonais Tokyo Marui s'était fait connaître au milieu des années 1980 en s’introduisant sur le marché en pleine expansion du modélisme automobile radiocommandé à propulsion électrique. Cette première expérience dans la conception mécanique, la maîtrise du moulage plastique par injection et la fonderie serviront plus tard dans l’Airsoft. Tokyo Marui fut un concurrent sérieux face aux géants comme Tamiya et Kyosho déjà bien implantés dans ce secteur. Chacun proposant une gamme complète de modèles réduits s’adressant aux modélistes débutants jusqu’aux plus expérimentés, conçus à partir de châssis en métal et de suspensions inspirées directement des véhicules de compétition grandeur nature, passant par des buggys en 2 et 4 roues motrices au Monster Truck mais également quelques modèles à la conception plus originale. Par exemple, la Ford Thunderbird Coors Melling de Tokyo Marui était un stock-car américain reposant sur un châssis de buggy tout-terrain à 4 roues motrices de la marque. Dans la réalité les stock-cars américains roulent sur des pistes en bitume et sont propulsées uniquement par les roues arrière. D’ailleurs l’autre particularité était d’inclure dans le kit deux trains de pneus avec leurs inserts en mousse, l’un pour les pistes en bitumes chaussés de slicks et l’autre pour le tout-terrain avec des picots. La carrosserie pouvait être placée en position haute ou basse suivant les besoins de l’utilisateur.
Le Big Bear Datsun était un Monster Truck à l’échelle 1/12ème motorisé par un petit moteur Mabuchi RS380 dont la vente se faisait exclusivement sur commande spéciale. Malgré tout, ce modèle a bien cartonné au moment de son lancement et a largement contribué au développement du modélisme automobile. Profitant du châssis du Big Bear, les ingénieurs de Tokyo Marui en ont profité pour sortir une série de déclinaisons servant d’engin tout-terrain de loisir ou en Super Wheelie coiffé d’une carrosserie de Jeep CJ-7 ou de Toyota Land Cruiser FJ40. Le fabricant Tokyo Marui fournissait spécialement dans ces kits deux trains de roues adaptés au style de pilotage recherché. Un Super Wheelie est un modèle à vocation ludique ayant pour particularité de se cabrer sur son train arrière à chaque accélération. Pour cela, la répartition des masses a été déplacée vers l’arrière pour favoriser cet effet. Des jantes et des pneus plus petits que ceux du Big Bear et marqués d’un GoodYear sur le flanc donnant à l’ensemble un aspect plus réaliste. Le même style de produit était disponible chez Tamiya et Kyosho, et continue à perdurer de nos jours. Une troisième version du Super Wheelie correspondant au neuvième modèle chez Tokyo Marui devait voir le jour sous la forme d’une Mitsubishi Pajero, mais sa production fut suspendue par suite de problèmes de licences avec le constructeur automobile aux trois diamants.
En tout, Tokyo Marui aura compté dans sa production 12 modèles différents, mais possédait 13 références en comptant le fantomatique Mitsubishi Pajero décrit précédemment. Vers la fin des années 1980, sous la forte pression commerciale venant notamment de Tamiya, Tokyo Marui se retirera définitivement du modélisme R/C pour se tourner vers l’Airsoft en pleine ébullition. Ce n’est qu’au début de l’an 2000 que l’on reverra des modèles R/C Tokyo Marui à travers leur gamme de tanks radiocommandés préassemblés à l’échelle 1/24ème capable de tirer des billes d’Airsoft, profitant ainsi de la double expérience acquise dans cette dernière discipline mais également en modélisme. En 2007, Tokyo Marui élargie sa gamme de produits en parallèle à l’Airsoft et aux tanks R/C en proposant des micro-trains électriques évoluant sur des supports modulables. Une façon de recréer chez soi un réseau ferroviaire sur un bureau. Les modèles proposés reprennent les traits des rames circulant couramment au Japon, que ce soit le métro de Tokyo ou les trains de marchandise mais également des locomotives à vapeur.
Récemment la société Tokyo Marui s’est diversifiée encore en proposant des hélicoptères radiocommandés à 3 voies avec un châssis en métal et double rotor contra-rotatifs, suivant ainsi la voie des petits hélicoptères de salon destinés aux jeunes adolescents et aux pilotes aguerris.
Pour terminer, voici la liste des premiers modèles réduits produits par Tokyo Marui avant de passer définitivement à l’Airsoft en mettant au point les premiers AEG de l'histoire :
- Hunter 2WD - buggy d’entrée de gamme
- Galaxy 2WD - buggy de loisir
- Galaxy RS - 2WD buggy de loisir/compétition
- Shogun 4WD - buggy de loisir/compétition
- Samuraï 4WD - buggy destiné pour la compétition
- Ninja 4WD - buggy destiné pour la compétition
- Coors Melling Ford Thunderbird 4WD NASCAR - stock car américain
- Big Bear Datsun 2WD - Monster Truck de loisir
- CJ7 Golden Eagle 2WD sport offroad - version tout-terrain ou "Super Wheelie"
- Toyota Land Cruiser 2WD sport offroad - version tout-terrain ou "Super Wheelie"

Ces modèles réduits sont d'ailleurs très recherchés par les collectionneurs dont certains se revendent à prix d'or sur un site d'enchère bien connu.

## Automatic Electric Guns (AEG)
Ils ont tous des performances similaires, et tirent à environ 280 ft/s (85 m/s). De nombreux modèles sont dotés de corps en plastique parfois fragiles, surtout pour la série des Armalite. Les EBBR (Electric Blow-Back Rifle) sont de nouveaux AEG introduits depuis 2007-2008. Ils se distinguent des AEG traditionnels par la présence d'un mécanisme permettant de simuler le recul lors du tir (Recoil Shock). L'avantage de ce système est qu'il présente une autonomie beaucoup plus importante que les répliques Blow-Back fonctionnant au gaz, bien que les sensations soient moins fortes.

### FAMAS
- FAMAS (1991) - première version sans hop-up
- FAMAS (1993) - deuxième version avec hop up
- FA-MAS SV (1993)

### Colt
- Colt M16A1 (1992) - plus produit
- Colt XM177E2 (1993) - plus produit
- Colt M16A1 VN (1994)
- Colt M653 (1995) - plus produit : édition limitée, collector
- Colt M655 (1995) - plus produit : édition limitée, collector
- Colt CAR-15 (1997) - plus produit
- Colt M16A2 (1998)
- Colt M4A1 (1999)
- Colt M4A1 RIS (2000) - doté d'une anpeq et de rail ris + grip
- KAC SR-16 (2001)
- Colt M733 Commando (2003)
- Colt M4 S-System (2005) - doté d'une interface SIR
- Colt M4A1 (2006) - nouvelle version, remplace l'ancienne : corps renforcé, canon renforcé, crosse de type LE

### H&K

#### MP5
- H&K MP5A5 (1992)
- H&K MP5A4 (1993)
- H&K MP5SD6 (1993)
- H&K MP5SD5 (1994)
- H&K MP5SD4 (1995) - plus produit
- H&K MP5k (1995)
- H&K MP5k PDW (1996)
- H&K MP5A4 Navy (1997)

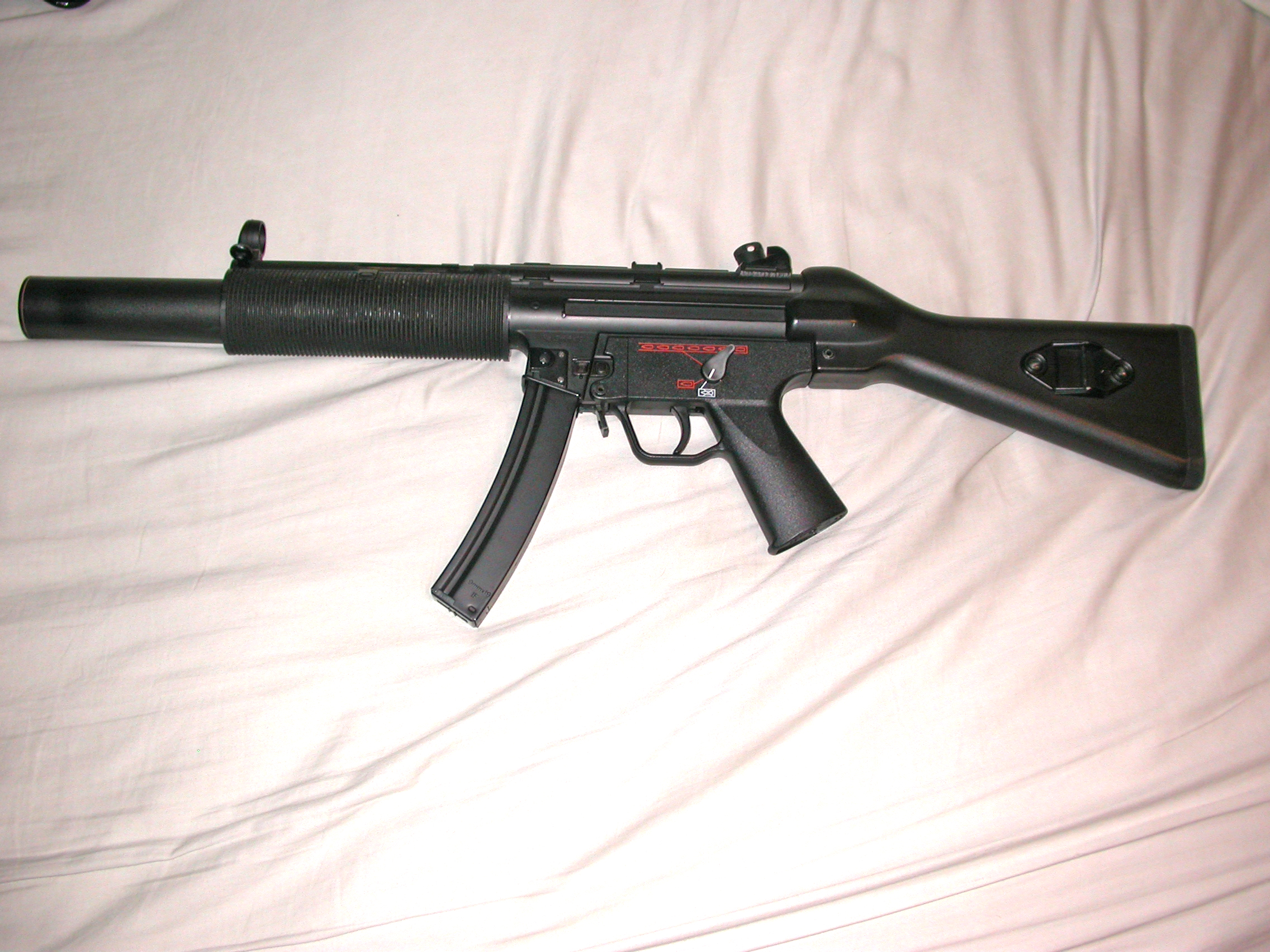
Réplique de MP5SD5

- H&K MP5 RAS (2002) - doté d'une interface RAS et d'un red-dot et d'une poignée R.I.S
- H&K MP5A5 High Cycle (2010) - version à la cadence de tir augmentée.

#### G3
- H&K G3A4 (1994) - plus produit
- H&K G3A3 (1994) - plus produit
- HK G3/SG1 (1995) - Livré avec bi-pied
- H&K PSG-1 (1995) - Livré avec lunette " TASCO"
- H&K MC51 (1996)
- H&K 51 Carbine (1999)
- H&K G3 SAS (2003) - design inventé par Marui-Livré avec chargeur hi-cap
- H&K G3 SAS (2004)
- H&K G3 SAS High Cycle (2010) - version à la cadence de tir augmentée.

#### G36
- H&K G36C (2002)
- H&K G36C Custom (2011)

### Kalashnikov
- AK-47S (1994)
- AK-47 (1994)
- AK Beta Spetsnaz (2002) - design inventé par Marui
- AK-47 (2007) - crosse pleine  pliable, culasse mobile (Utilise des batteries MINI, non-AK)
- AK-47 High Cycle (2010)

### Sig
- Sig-550 (1996) - système "burst" (tir d'une rafale de trois coups à chaque pression de la détente) - plus produit
- Sig-551 SWAT (1997) - système "burst" - plus produit
- Sig-552 SEALs (2003)

### Steyr
- Steyr AUG Special Receiver (1997) - entièrement en métal (sauf crosse, poignée et détente)
- Steyr AUG A1 Military (1997) - lunette intégrée - plus produit
- Steyr AUG High Cycle (2011)

### Fabrique Nationale
- FN P90 (2001)
- FN P90TR livré avec silencieux type SOCOM  (2002)
- FN P90 (2006), nouvelle version, reprenant le système red dot de la version de 2001
- FN PS90  High Cycle (2012)

### Springfield
- Springfield M14 (2005) - deux versions : crosse verte ou faux bois - entièrement en métal (sauf crosse)
- Springfield M14 SOCOM (2006) - version raccourcie et dotée d'un rail de type "scout" - entièrement en métal (sauf crosse)

### Autres
- Uzi (1998)
- Thompson M1A1 (2000)
- Howa Type 89 (2006) - entièrement en métal - mode burst (sauf crosse, garde main et poignée)
- Howa type 89 (2007)  - deuxième version - crosse squelette, repliable

### Boys
Les Boys sont une gamme de répliques destinée aux mineurs japonais. Elles ont une puissance d'environ 0,2 J (135–150 ft/s - 40–45 m/s) et sont à l'échelle 3/4.
- Colt M4A1 Carbine (2003)
- H&K MP5A5 (2005)
- H&K G36C (2009)
- Colt M4A1 SOPMOD (2010)
- Tavor Tar 21 (2013)

## Electric Blow Back rifle (EBBr)
Ces répliques se caractérisent par un système avec une masse en mouvement simulant un recul, des chargeurs spécifiques conçu pour limiter le nombre de billes non tirés dans le chargeur tombant du puits au moment du changement de ce dernier et sur certains modèles, d'un bolt catch fonctionnel empêchant la réplique de tirer une fois le chargeur vide(uniquement avec les chargeurs de faible capacité).
- AK-74MN (2007)
- AKS-74U (2008)
- Colt M4A1 SOPMOD (2008)
- HK G36K (2009)
- AK-S74N (2009)
- AK102 (2009)
- Colt M4A1 SOCOM (2009)
- Colt M4A1 CQB-R (2010)
- SEAL Recon Rifle "Recce Rifle" (2010)
- FN SCAR-L (2010)
- FN SCAR-L CQC (2011)
- FN SCAR-H  (2011)
- H&K 416 (2013)
- H&K 416 DEVGRU Custom (2013) (crosse, poignée moteur, sight différent, canon de 10.3" uniquement. fournis avec un silencieux et une poignée)

## Automatic Electric Pistol (AEP)
Le dernier type de réplique du marché, c'est en fait un système d'AEG miniaturisé dans une réplique d'arme de poing. Ils fonctionnent à l'aide d'une petite batterie 7,2 V de 200mAh à 500mAh. À ne pas confondre avec les EBB (Electric Blow-Back).
- Glock 18C (2005)
- Beretta M93R (2005)

- H&K MP7A1 (2006)
- H&K USP (2007)
- Skorpion VZ61 (2007)
- Skorpion mod M (2018)
- MAC 10 (2007)
- HiCapaE (2015)

## Gaz
Les répliques à gaz Tokyo Marui sont réputées pour être fiables, précises, et dotées d'une bonne autonomie. En 2014 fut introduit le M4 MWS, première réplique longue à gaz.
*ne sont pas encore disponibles à la vente au jour du 5 octobre 2015.
Gas Blow Back (GBB) - Culasse mobile
- S&W M59 (1987)
- Browning Hi-power (1987) - plus produit
- Walther MPK (1988) - plus produit
- Walther MPL (1988) - plus produit
- H&K MP5A3 (1988) - plus produit

SERIE DESERT EAGLE
- Desert Eagle .50AE (1994) - plus produit
- Desert Eagle .50AE Hard Kick (2003)

- Desert Eagle .50AE Hard Kick Chrome (2003)

- Desert Eagle .50AE Chrome Leon (1998) - édition limitée Resident Evil 2, collector
- Desert Eagle .50AE chrome leon (????) - model avec canon 8 inch Culasse noir
- Desert Eagle .50AE Hard Kick Leon (2008) - édition limitée avec canon 8 inch full stainless
- Desert Eagle .50AE Hard Kick 10 inch barrel (2009)

SERIE BERETTA
- Beretta M92F Military (1999)
- Beretta M92F Tactical Master (1999)
- Beretta M92F Tactical Chrome (1999)
- Beretta M92F Biohazard (1999)

- Px4 Custom (2010)
- Beretta M9A1 (2012, nouvelle mécanique non compatible avec les précédents, sauf chargeur)

- Beretta US M9 (2015, version classique et sans rail du M9A1, mécanique M9A1)*

SERIE GLOCK
- Glock 26 (2000)
- Glock 26 Advance (2002)
- Glock 17 (2006)

- Glock 17 Custom green (2009)
- Glock 17 Custom OD (2009)
- Glock 18 C (2010)

- Glock 34 (2015)*

SERIE HI CAPA
- Hi-Capa 5.1 (2005)
- Hi-Capa 4.3 (2006)
- HI-CAPA 4.3 Dual Stainless (2007)

- Hi-Capa 4.3 Extreme (2008) Modèle uniquement Full auto
- Hi-Capa 5.1 Stainless (2009)

- Hi-Capa 5.1 Gold Match (2015)

SERIE SIG SAUER
- Sig Sauer P226R (2005)
- Sig Sauer P226R stainless (2007)
- Sig Sauer P226 E2 (2011)

- Sentinel Nine (2013)

SERIE COLT
- Colt M1911A1 (2006)
- Detonic .45 (2007)
- Detonic .45 Chromé (2008)
- Desert Warrior 4.3 (2009)

- Night Warrior Combat Custom (2010)

- Foliage Warrior (2010)

- Strike Warrior (2010)
- Colt Government Mark IV Series '70 (2012)

- M4 MWS (2014)*

SERIE FN
- FN 5-7 (2009)

- FN 5-7 Tactical OD (2010)
- FN 5-7 Tactical Tan (2010)

SERIE H&K
- MP7A1 GBB HARD KICK (2012)
- HK45 (2014)
- HK45 Tactical (2015)*

- HK USP Compact (2015)
- HK USP (2015)*

SERIE SPRINGFIELD ARMORY
- M.E.U. SOC (2008)

- XDM .40 (2012)

SERIE SMITH & WESSON
- M&P9 (2014)
- M&P9 FDE V-Custom (2014)

Non Blow Back (NBB) - Culasse fixe
- Desert Eagle .44 (1988)

- AMT Hardballer (1988)

- Colt Centimeter Master (1990)

- Steyr M-GB (1992)
- Python .357mag 2.5 inch (1995)
- Python .357mag 4 inch (1995)
- Python .357mag 6 inch (1995)

- S&W M19 (1998)

- H&K Mk23 SOCOM (2002) - livré en mallette avec bloc LAM et silencieux

## Utilisation du gaz et fiabilité
Les réplique à gaz blowback de la marque Marui sont prévues pour fonctionner avec du gaz à faible pression comme le HFC134.
Ce type de gaz étant difficile à trouver en France, il est recommandé d'utiliser des gaz dits "été". Ce type de gaz peut toutefois être remplacé par celui qui est présent dans certaines bombes de dépoussiérage sec, qui contiennent du HFC134 ou un gaz similaire, en utilisant un adaptateur pour permettre le remplissage des chargeurs.

## Spring
Les répliques de type spring de chez Tokyo Marui sont réputées de bonne qualité, bien qu'ayant des plastiques de qualité moyenne pour les plus anciens modèles. Les fusils à pompe et les lance-grenades M203 fonctionnent à l'aide d'un petit chargeur de 30 coups, semblable à une cartouche de calibre 12, et tirent trois coups à chaque tir.
 Répliques de fusils à pompe
- Franchi SPAS 12 (1998)
- Franchi SPAS12 Folding Stock (1998) - crosse repliable en métal - plus produit
- Benelli M3 Super 90 (1999)
- Benelli M3 Shorty (1999)
- M203 M16 (2000) - système d'attache spécifique au M16
- M203 M4 (2000) - système d'attache spécifique au M4
- M203 Tactical Launcher (2001)

Répliques d'armes longues
- Walther MPK (1986)
- Walther MPL (1986)
- H&K MP5A3 (1986)
- H&K MP5A2 (1986)
- H&K G3A3 (1987)
- H&K G3A4 (1987)
- Vz61 Skorpion (1987)
- Uzi (1987)
- Colt M16A1 (1989)
- Colt XM177E2 (1990)
- Omega 10 mm Auto (1990)
- VSR-10 (2003) - fusil de précision
- VSR-10 Real Shock (2003) - effet de recul
- VSR-10 G-Spec - silencieux

Répliques d'armes de poing
- AMP Automag  .44 (1986)

- AMT Automag III .30 (1991)

- Luger P08 (1986)
- Walther P38 (1986)
- Nambu 14 (1987)
- Browning Hi Power Competition (1990)

- Desert Eagle .44 (1989)

- Sig Sauer P228 (1993)

- Ruger KP85 (1994)
- CZ75 (1994)

- Glock 17 (1992)

- Glock 17L (1992)

- H&K P7M13 (1994)

- H&K USP (1997)

- H&K Mk23 SOCOM (2001)

- Beretta M92F (1990)

- Beretta M8000 Cougar (1998)
- Beretta M92F Military (1999)

- S&W M645 (1987)

- S&W PC356 (2002)

- Colt 1911 Government (1989)

- Colt Wilson Super Grade (1990)
- Colt Double Eagle (1990)

- Colt M1911A1 (2002)

## Electric Blow Back (EBB)
Système récent, il s'agit en fait d'un spring muni d'un petit moteur permettant de faire reculer la culasse à chaque tir et ainsi de pouvoir tirer en semi-automatique. Ils sont pratiques mais peu puissants. Ils fonctionnent avec quatre piles AAA, le chargeur à la forme d'une longue tige courbée.
- Colt Combat Delta
- Colt Combat Delta Silver
- Colt Centimeter Master
- Ruger KP85
- Desert Eagle .50AE
- Desert Eagle .50AE Silver
- Beretta M92F Silver
- Glock 18C

## Clones
Il existe une multitude de répliques fabriquées en Chine ou à Taïwan dont le mécanisme est copié sur Tokyo-Marui que ce soit en AEG ou en GBB. La plupart du temps elles sont presque deux fois moins chères et sont entièrement en métal (type zamak ou aluminium).

## Modèles à venir

### Gaz blowback (GBB)
Les prototypes furent exposés au Shizuoka HobbyShow 2014.
USP 45, et un M&P9 (Projets.)

### Gaz blowback rifle (GBBr)
Marui à présenté lors du Shizuoka HobbyShow 2014 un M4 gbbr

### Electric Blow Back rifle (EBBr)
Marui a présenté lors du Shizuoka HobbyShow 2014 un HK  417 EBBr  